# Anand Pawar
Anand Pawar (* 18. Juli 1986 in Mumbai) ist ein indischer Badmintonspieler.

## Karriere
Anand Pawar gewann 2003 die Einzelmeisterschaften der Junioren in Indien. Fünf Jahre später siegte er erstmals bei bedeutenden internationalen Turnieren der Erwachsenen, als er sowohl die Portugal International, die Austrian International und die Hungarian International gewann. 2010 siegte er bei den Scottish Open und den Maldives International, im Jahr 2012 bei den French International und den Dutch International.

## Sportliche Erfolge
| Saison | Veranstaltung                              | Disziplin    | Platz | Name        |
| ------ | ------------------------------------------ | ------------ | ----- | ----------- |
| 2003   | Indien: Einzelmeisterschaften der Junioren | Herreneinzel | 1     | Anand Pawar |
| 2008   | Portugal International                     | Herreneinzel | 1     | Anand Pawar |
| 2008   | Hungarian International                    | Herreneinzel | 1     | Anand Pawar |
| 2008   | Austrian International                     | Herreneinzel | 1     | Anand Pawar |
| 2010   | Scottish Open                              | Herreneinzel | 1     | Anand Pawar |
| 2010   | Maldives International                     | Herreneinzel | 1     | Anand Pawar |
| 2012   | French International                       | Herreneinzel | 1     | Anand Pawar |
| 2012   | Dutch International                        | Herreneinzel | 2     | Anand Pawar |